# Aysegulina
Aysegulina is een geslacht van kreeftachtigen uit de klasse van de Ostracoda (mosselkreeftjes).

## Soorten
- Aysegulina alveoloalata (Sharapova, 1937) †
- Aysegulina arabica (Al-Furaih, 1983) †
- Aysegulina ariyalurensis (Jain, 1977) †
- Aysegulina astrei (Blanc & Colin, 1975) †
- Aysegulina aurora (Neale, 1975) †
- Aysegulina bhatiai (Jain, 1977) †
- Aysegulina binkhorsti (Veen, 1936) †
- Aysegulina briarti (Marliere, 1958) †
- Aysegulina calciporacea (Deroo, 1966) †
- Aysegulina castanea (Deroo, 1966) †
- Aysegulina cauditeiformis (Margerie, 1968) †
- Aysegulina chapeltonensis Puckett & Colin, 2012 in Puckett, Colin & Mitchell †
- Aysegulina damottae (Babinot, 1980) †
- Aysegulina eopacifica (Malz, 1981) †
- Aysegulina foncirquensis (Tambareau, 1972) †
- Aysegulina foresterae (J.K.Smith, 1978) †
- Aysegulina formosa (Bate, 1972) †
- Aysegulina frescoensis (Apostolescu, 1961) †
- Aysegulina furoni (Colin & Lauverjat, 1974) †
- Aysegulina galvensis (Breman, 1976) †
- Aysegulina gerryi (Rosenfeld, 1974) †
- Aysegulina gowdai (Mallikarjuna & Nagaraja, 1996) †
- Aysegulina grekovi (Damotte, 1962) †
- Aysegulina guhai (Mallikarjuna & Nagaraja, 1996) †
- Aysegulina hellenica (Babinot, 1988) †
- Aysegulina indica (Sastry & Mamgain, 1972) †
- Aysegulina karcevae (Lev, 1983) †
- Aysegulina khoslai (Mallikarjuna & Nagaraja, 1996) †
- Aysegulina longiporacea (Deroo, 1966) †
- Aysegulina mannikerii (Mallikarjuna & Nagaraja, 1996) †
- Aysegulina mauritsi (Marliere, 1958) †
- Aysegulina mbassisensis Sarr, 2014 †
- Aysegulina miarensis (Honigstein, 1984) †
- Aysegulina octofera (Veen, 1936) †
- Aysegulina oertlii Sauvagnat & Colin, 2014 †
- Aysegulina ornata (Bosquet, 1847) †
- Aysegulina ornatella (Deroo, 1966) †
- Aysegulina ornatoidea (Deroo, 1966) †
- Aysegulina ornatoidella (Deroo, 1966) †
- Aysegulina papillata Sarr, 2014 †
- Aysegulina pectinata (Babinot, 1980) †
- Aysegulina pegnolaensis (Rodriguez-Lazaro, 1988) †
- Aysegulina pokornyi (Jain, 1977) †
- Aysegulina postaurora (Dingle, 2009) †
- Aysegulina pseudosemicancellata (Veen, 1936) †
- Aysegulina quadrazea (Hornibrook, 1952) †
- Aysegulina riominhoensis Puckett & Colin, 2012 in Puckett, Colin & Mitchell
- Aysegulina sagitta Puckett & Colin, 2012 in Puckett, Colin & Mitchell †
- Aysegulina santamariae (Andreu, 1983) †
- Aysegulina santonia (Honigstein, 1984) †
- Aysegulina sarlatensis (Colin, 1973) †
- Aysegulina semicancellata (Bosquet, 1854) †
- Aysegulina senonensis (Damotte, 1964) †
- Aysegulina seuvensis (Andreu, 1983) Sauvagnat & Colin, 2014 †
- Aysegulina spinosareticulata (Margerie, 1968) †
- Aysegulina uberata (Apostolescu, 1961) Sarr, 2014 †
- Aysegulina uhlenbroeki (Deroo, 1966) †
- Aysegulina utrioides (Tambareau, 1972) †
- Aysegulina ventrocurva Puckett & Colin, 2012 in Puckett, Colin & Mitchell †
- Aysegulina venusta (Damotte, 1964) †
- Aysegulina verricula (Butler & Jones, 1957) †
- Aysegulina villabasilensis (Rodriguez-Lazaro, 1988) †